# NGC 7769
NGC 7769 é uma galáxia espiral (Sb) localizada na direcção da constelação de Pegasus. Possui uma declinação de +20° 09' 02" e uma ascensão recta de 23 horas, 51 minutos e 04,1 segundos.
A galáxia NGC 7769 foi descoberta em 18 de Setembro de 1784 por William Herschel.